# Hormathia nodosa
Hormathia nodosa is een zeeanemonensoort uit de familie Hormathiidae.
Hormathia nodosa is voor het eerst wetenschappelijk beschreven door Fabricius in 1780.